# 井戸泰
井戸 泰（いど ゆたか、1881年（明治14年）9月8日 - 1919年（大正8年）5月4日）は、日本の大正時代の医学者。医学博士。東京帝国大学助教授を経て、九州帝国大学教授。
大正4年（1915年）、恩師でもある九州帝国大学第一内科稲田龍吉教授と共に、ワイル病（黄疸出血性スピロヘータ病）の病原体を発見する。第6回帝国学士院恩賜賞を受け、ノーベル医学賞の候補にも推薦されるなど、当時の日本を代表する医学者として将来を嘱望されながらも、大正8年（1919年）5月8日死去、37歳。

## 生涯

### 生い立ち
岡山県勝田郡北吉野村荒内西（現奈義町荒内西）にあった井戸酒店は酒造業を営み、広大な土地と多くの使用人を抱える資産家、いわゆる「分限者」だった。地元では畏敬と親しみを込めて「酒屋敷」と呼んでいた。明治14年（1881年）9月8日、井戸泰は井戸酒店の長男として、父恒四郎、母たけよの間に生まれる。2人の姉があるものの井戸家には待望の男児だった。
井戸泰は、生来健康と才気に恵まれ、明治29年（1896年）岡山市の岡山中学校（現・岡山県立岡山朝日高等学校）に進学、この頃から医学を志したと考えられる。後述の千葉医学専門学校（現千葉大学）の伊東徹太（旧姓星島）と岡山中学校時代に同籍している。
明治37年（1904年）、岡山市の第六高等学校第三部（医学部予科）を卒業後、九州帝国大学医科大学の前身である京都帝国大学福岡医科大学に進学する。稲田龍吉教授の指導を受け、明治41年（1908年）卒業、その後は同大学第一内科に勤務し、稲田教授と共に研究活動を始める。大正3年（1914年）に岡山県児島出身の雪子（旧姓田川）と結婚、大正5年（1916年）二人の間に長男一郎が誕生する。

### 研究と功績
大正4年（1915年）1月20日、九州帝国大学で行われた第54回九州帝国大学医科大学集会で、稲田龍吉・井戸泰による「ワイル氏病病原スピロヘータ確定に関する予報」が発表される。
ワイル病は、ネズミなどの野生動物を自然宿主とし、排泄物に汚染された土壌から病原性レプトスピラに経口、経皮的に感染し、高熱、肝臓・腎臓障害を起こし、重症化すると全身から出血を引き起こす伝染病で、現代ではほとんど発症例はない。しかし、当時の戦争は歩兵による白兵戦が中心で、ヨーロッパでの戦線は一進一退を繰り返していた。最新兵器の機関銃掃射を避けるため、兵士は深い塹壕を掘り、長い時間そこに立てこもっていた。長引く戦況の中、地面はぬかるみ、異臭がたちこめ、負傷と疲労、食糧不足、寒気、毒ガスなど塹壕内は伝染病の巣窟と化していた。中でもワイル病は、致死率が高く恐れられていた。日本各地でも原因不明の風土病とされ、特に九州地方では、炭鉱労働者に多く症例が見られた。
保存されていたワイル病患者の血液標本の中からスピロヘータを最初に発見したのは井戸だった。稲田、井戸は当時の細菌学で最新の発見だったスピロヘータこそがこのワイル病の正体ではないかと研究を始める。井戸は主に動物実験を中心に行ったことが論文から見てとれる。ワイル病患者の血液をモルモットに接種し、ワイル病を発生させ、そのモルモットの肝臓組織にスピロヘータを見出す。そしてそのスピロヘータの継代培養にも成功し、ワイル病の病原体であることを確認した。
大正5年（1916年）7月2日、稲田、井戸のワイル病発見は医学研究の手本と評価され、その重要性、先駆性により第6回帝国学士院恩賜賞を授与される。帝国（日本）学士院恩賜賞は、日本の学術賞としては最も権威ある賞で、現在でも学士院賞の中から特に優れた研究に対し、皇室の下賜金で授賞されるものである。そして、世界最高の学術賞ノーベル賞にも推薦される。しかし戦乱のヨーロッパは4年間（1915年 - 1918年）に渡り受賞者を出すことはなかった。大正7年（1918年）９月、医学博士の学位を取得。
ノーベル財団が公表した候補者リストによると稲田、井戸のノーベル賞へのノミネートは1919年である。ノーベル賞の選考・授賞は復活しているが、この時点で井戸は亡くなっていた。仮にワイル病発見が受賞対象となっていたとしても「ノーベル賞は死亡者には授賞しない」という規定があり、井戸の受賞は不可能であった。

### 野口英世と井戸泰
大正4年（1915年）、研究の場をアメリカに求め、梅毒スピロヘータの発見などにより、すでに世界的な医学者となっていた野口英世が15年ぶりに帰国する。野口英世の帰国は新聞などで大きく報道され、まさに「凱旋」の大騒ぎだった。彼は、帰国中に稲田、井戸によるワイル病発見のニュースを知り驚愕する。この帰国中に野口英世と井戸泰は直接会うことはなかったが、翌年野口がアメリカで発表する論文の中に稲田、井戸の論文の引用が見られることから、論文請求などのやりとりがあったものと考えられる。また、この帰国中に千葉医学専門学校（現千葉大学）の伊東徹太教授の研究室を訪れ、ワイル病研究の視察をしている。
大正7年（1918年）、留学のためアメリカに向かった井戸を港まで迎えに出た日本人の姿があった、野口英世である。野口の出迎えを受けた井戸は「大変喜んだ」と記録が残っている。

### パンデミック
留学後の同年9月、稲田龍吉教授の後任として九州帝国大学第一内科第2代教授に就任する。しかし、翌大正8年（1919年）、京都帝国大学での学会へ出張中体調を崩し、福岡に戻ってから高熱のため一時危篤状態となった。折しも世界的な大流行（パンデミック）を起こして猛威をふるっていた流行性感冒（インフルエンザ）・スペイン風邪であった。奇しくも井戸はその当時このインフルエンザの研究をしており、京都帝国大学での学会でもこの症例についての発表を行っている。
病状がおもわしくないとの急報を受け取った稲田龍吉は福岡に見舞に訪れる。そして病床の井戸は3歳になる一人息子の一郎のことを「将来必ず医者にしたい、どうか君の力で一角の医者にしてくれ」と依頼したという記事が当時の九州日報に残っている。きっと自らかなえられなかった医者への夢を息子に託したのだろう。いったん快方に向かうが、腸チフスを併発し5月4日未明に妻と幼い3歳の息子を残し、37歳で死去。

## 人物
大学時代200m走の学内最高記録を作り、その記録は井戸が亡くなるまで破られなかったとある。
生前親しく付き合った友人の新聞記者の後述には「我が家に病人のある際などは、自ら進んで往診に来てくれ、それが学士となり博士となっても変らなかった」とある。また、友人を腸チフスで亡くしたとき「医者の能力の限界を感じた」と深い悲しみを現わし、研究だけでなく実際に人の命を救う医者として道を歩んでいたことが窺える。
また、別の資料には、「温厚・謹厳・無口で、夜も昼も区別のない勉強家で、後年雪子夫人は新婚当時、この勉強家に困らされた。」と書かれており、功名、出世のためでなく、純粋に学問と研究を愛した若き研究者の姿が浮かび上がってくる。現在は井戸の出身地の奈義町文化センターに顕彰展示が常設されている。